# Circonscription électorale d'Aichi
La circonscription électorale d'Aichi (愛知県選挙区, Aichi-ken senkyo-ku) est une subdivision électorale de la Chambre des conseillers du Japon, représentant la préfecture d'Aichi. Huit conseillers y sont élus selon la méthode du vote unique non transférable.

## Conseillers
| Série 1                           | Série 1                            | Série 1                         | Série 1                              | Série 1                         | Série 1                         | Série 1            | Série 1                        | Élection                        | Série 2                          | Série 2                                | Série 2                         | Série 2                         | Série 2                         | Série 2                         | Série 2 | Série 2 |
| 1er (1947 : 1er, mandat de 6 ans) | 1er (1947 : 1er, mandat de 6 ans)  | 2e (1947 : 2e, mandat de 6 ans) | 2e (1947 : 2e, mandat de 6 ans)      | 3e (1947 : 3e, mandat de 6 ans) | 3e (1947 : 3e, mandat de 6 ans) | 4e                 | 4e                             | Élection                        | 1er (1947 : 4e, mandat de 3 ans) | 1er (1947 : 4e, mandat de 3 ans)       | 2e (1947 : 5e, mandat de 3 ans) | 2e (1947 : 5e, mandat de 3 ans) | 3e (1947 : 6e, mandat de 3 ans) | 3e (1947 : 6e, mandat de 3 ans) | 4e      | 4e      |
| --------------------------------- | ---------------------------------- | ------------------------------- | ------------------------------------ | ------------------------------- | ------------------------------- | ------------------ | ------------------------------ | ------------------------------- | -------------------------------- | -------------------------------------- | ------------------------------- | ------------------------------- | ------------------------------- | ------------------------------- | ------- | ------- |
|                                   | Shichirō Takenaka (ja) (Ind.)      |                                 | Saichi Yamada (ja) (PLJ)             |                                 | Takurō Yamanouchi (ja) (Ind.)   | –                  | –                              | 1947                            |                                  | Ushirō Saeki (ja) (Ind.)               |                                 | Ryūen Kusaba (ja) (PLJ)         |                                 | Yoshio Kuriyama (ja) (Ind.)     | –       | –       |
| 1950                              | Shichirō Takenaka (ja) (Ind.)      |                                 | Saichi Yamada (ja) (PLJ)             | Banji Naruse (ja) (PSJ)         | Takurō Yamanouchi (ja) (Ind.)   | –                  | –                              |                                 | Yoneji Yamamoto (ja) (PL)        |                                        | Ryūen Kusaba (PL)               |                                 |                                 |                                 | –       | –       |
|                                   | Hideo Aoyagi (ja) (PL)             |                                 | Shin'ichi Kondō (ja) (PSJ de gauche) | Banji Naruse (ja) (PSJ)         |                                 | –                  | –                              | Hiroko Hasebe (ja) (Ind.)       | Yoneji Yamamoto (ja) (PL)        | 1953                                   | Ryūen Kusaba (PL)               |                                 |                                 |                                 | –       | –       |
| 1956                              | Hideo Aoyagi (ja) (PL)             |                                 | Shin'ichi Kondō (ja) (PSJ de gauche) | Banji Naruse (ja) (PSJ)         | Ryūen Kusaba (PLD)              | –                  | –                              | Hiroko Hasebe (ja) (Ind.)       |                                  | Yoneji Yamamoto (PLD)                  |                                 |                                 |                                 |                                 | –       | –       |
|                                   | Hideo Aoyagi (PLD)                 |                                 | Takeo Sugiura (ja) (PLD)             | Banji Naruse (ja) (PSJ)         | Ryūen Kusaba (PLD)              | –                  | –                              |                                 | Shin'ichi Kondō (PSJ)            | Yoneji Yamamoto (PLD)                  | 1959                            |                                 |                                 |                                 | –       | –       |
| 1962                              | Hideo Aoyagi (PLD)                 | Sakae Shibata (ja) (PLD)        | Takeo Sugiura (ja) (PLD)             | Banji Naruse (ja) (PSJ)         | Ryūen Kusaba (PLD)              | –                  | –                              |                                 | Shin'ichi Kondō (PSJ)            |                                        |                                 |                                 |                                 |                                 | –       | –       |
| Ichirō Yagi (ja) (PLD)            | Hideo Aoyagi (PLD)                 | Sakae Shibata (ja) (PLD)        | 1963,                                | Banji Naruse (ja) (PSJ)         | Ryūen Kusaba (PLD)              | –                  | –                              |                                 | Shin'ichi Kondō (PSJ)            |                                        |                                 |                                 |                                 |                                 | –       | –       |
| Ichirō Yagi (ja) (PLD)            |                                    | Sakae Shibata (ja) (PLD)        | Shin'ichi Kondō (PSJ)                | Banji Naruse (ja) (PSJ)         | Ryūen Kusaba (PLD)              | –                  | –                              |                                 | Hideo Aoyagi (PLD)               | 1965                                   |                                 |                                 |                                 |                                 | –       | –       |
| Ichirō Yagi (ja) (PLD)            | ,1966                              | Sakae Shibata (ja) (PLD)        | Shin'ichi Kondō (PSJ)                | Banji Naruse (ja) (PSJ)         | Tarō Yokoi (ja) (PLD)           | –                  | –                              |                                 | Hideo Aoyagi (PLD)               |                                        |                                 |                                 |                                 |                                 | –       | –       |
| Ichirō Yagi (ja) (PLD)            | 1968                               | Sakae Shibata (ja) (PLD)        | Shin'ichi Kondō (PSJ)                | Banji Naruse (ja) (PSJ)         |                                 | –                  | –                              | Kunihiko Shibaya (ja) (Kōmeitō) | Hideo Aoyagi (PLD)               |                                        |                                 |                                 |                                 |                                 | –       | –       |
|                                   | Ichirō Yagi (PLD)                  | Sakae Shibata (ja) (PLD)        | Shigezō Hashimoto (ja) (PLD)         | Banji Naruse (ja) (PSJ)         |                                 | –                  | –                              | Kunihiko Shibaya (ja) (Kōmeitō) | Shōji Suhara (ja) (PSJ)          | 1971                                   |                                 |                                 |                                 |                                 | –       | –       |
| 1974                              | Ichirō Yagi (PLD)                  |                                 | Shigezō Hashimoto (ja) (PLD)         | Isshū Fujisawa (ja) (PLD)       |                                 | –                  | –                              | Shigenobu Sanji (ja) (PDS)      | Shōji Suhara (ja) (PSJ)          |                                        | Shōji Morishita (ja) (PSJ)      |                                 |                                 |                                 | –       | –       |
|                                   | Ichirō Yagi (PLD)                  | Isamu Fukui (ja) (PLD)          | Shigezō Hashimoto (ja) (PLD)         | Isshū Fujisawa (ja) (PLD)       | 1975,                           | –                  | –                              | Shigenobu Sanji (ja) (PDS)      |                                  |                                        | Shōji Morishita (ja) (PSJ)      |                                 |                                 |                                 | –       | –       |
|                                   | Ichirō Yagi (PLD)                  | Kei Inoue (ja) (PDS)            |                                      | Isshū Fujisawa (ja) (PLD)       | Tomi Baba (ja) (Kōmeitō)        | –                  | –                              | Shigenobu Sanji (ja) (PDS)      | 1977                             |                                        | Shōji Morishita (ja) (PSJ)      |                                 |                                 |                                 | –       | –       |
| 1980                              | Ichirō Yagi (PLD)                  | Kei Inoue (ja) (PDS)            | Hiroshi Ōki (PLD)                    |                                 | Tomi Baba (ja) (Kōmeitō)        | –                  | –                              | Shigenobu Sanji (ja) (PDS)      | Kentarō Takagi (ja) (Ind.)       |                                        |                                 |                                 |                                 |                                 | –       | –       |
| Hiroshi Yoshikawa (ja) (PLD)      | 1983                               | Kei Inoue (ja) (PDS)            | Hiroshi Ōki (PLD)                    |                                 | Tomi Baba (ja) (Kōmeitō)        | –                  | –                              | Shigenobu Sanji (ja) (PDS)      | Kentarō Takagi (ja) (Ind.)       |                                        |                                 |                                 |                                 |                                 | –       | –       |
| Hiroshi Yoshikawa (ja) (PLD)      | 1986                               | Kei Inoue (ja) (PDS)            | Hiroshi Ōki (PLD)                    |                                 | Tomi Baba (ja) (Kōmeitō)        | –                  | –                              | Kentarō Takagi (Ind.)           |                                  | Shigenobu Sanji (PDS)                  |                                 |                                 |                                 |                                 | –       | –       |
|                                   | Sachiko Maehata (ja) (PSJ)         |                                 | Hiroshi Ōki (PLD)                    | Hiroshi Yoshikawa (PLD)         |                                 | –                  | –                              | Kentarō Takagi (Ind.)           | Kei Inoue (PDS)                  | Shigenobu Sanji (PDS)                  | 1989                            |                                 |                                 |                                 | –       | –       |
| ,1990                             | Sachiko Maehata (ja) (PSJ)         |                                 | Hiroshi Ōki (PLD)                    | Hiroshi Yoshikawa (PLD)         | Yoshihisa Ōshima (ja) (PLD)     | –                  | –                              |                                 | Kei Inoue (PDS)                  | Shigenobu Sanji (PDS)                  |                                 |                                 |                                 |                                 | –       | –       |
| 1992                              | Sachiko Maehata (ja) (PSJ)         |                                 | Hiroshi Ōki (PLD)                    | Hiroshi Yoshikawa (PLD)         | Kiyohiro Araki (ja) (Kōmeitō)   | –                  | –                              | Shōji Shinma (ja) (PDS)         | Kei Inoue (PDS)                  |                                        |                                 |                                 |                                 |                                 | –       | –       |
| ,1994                             | Sachiko Maehata (ja) (PSJ)         |                                 | Hiroshi Ōki (PLD)                    | Hiroshi Yoshikawa (PLD)         | Kiyohiro Araki (ja) (Kōmeitō)   | –                  | –                              | Yuzuru Tsuzuki (ja) (Ind.)      | Kei Inoue (PDS)                  |                                        |                                 |                                 |                                 |                                 | –       | –       |
|                                   | Tamotsu Yamamoto (ja) (Shinshintō) | Seiji Suzuki (ja) (PLD)         | Hiroshi Ōki (PLD)                    |                                 | Kiyohiro Araki (ja) (Kōmeitō)   | –                  | –                              | Yuzuru Tsuzuki (ja) (Ind.)      | Makiko Suehiro (ja) (Ind.)       | 1995                                   |                                 |                                 |                                 |                                 | –       | –       |
| 1998                              | Tamotsu Yamamoto (ja) (Shinshintō) | Seiji Suzuki (ja) (PLD)         |                                      | Yoshitake Kimata (ja) (PDJ)     |                                 | –                  | –                              | Taisuke Satō (ja) (PDJ)         | Makiko Suehiro (ja) (Ind.)       |                                        | Hiroko Hatta (ja) (PCJ)         |                                 |                                 |                                 | –       | –       |
|                                   | Seiji Suzuki (PLD)                 |                                 | Kōhei Ōtsuka (ja) (PDJ)              | Yoshitake Kimata (ja) (PDJ)     |                                 | –                  | –                              | Taisuke Satō (ja) (PDJ)         | Tamotsu Yamamoto (Kōmeitō)       | 2001                                   | Hiroko Hatta (ja) (PCJ)         |                                 |                                 |                                 | –       | –       |
| 2004                              | Seiji Suzuki (PLD)                 |                                 | Kōhei Ōtsuka (ja) (PDJ)              | Katsuhito Asano (ja) (PLD)      |                                 | –                  | –                              | Taisuke Satō (ja) (PDJ)         | Tamotsu Yamamoto (Kōmeitō)       | Yoshitake Kimata (PDJ)                 |                                 |                                 |                                 |                                 | –       | –       |
|                                   | Kōhei Ōtsuka (PDJ)                 |                                 | Seiji Suzuki (PLD)                   | Katsuhito Asano (ja) (PLD)      |                                 | –                  | –                              | Taisuke Satō (ja) (PDJ)         | Kuniko Tanioka (PDJ)             | Yoshitake Kimata (PDJ)                 | 2007                            |                                 |                                 |                                 | –       | –       |
| 2010                              | Kōhei Ōtsuka (PDJ)                 | Masahito Fujikawa (ja) (PLD)    | Seiji Suzuki (PLD)                   | Yoshitaka Saitō (ja) (PDJ)      | Misako Yasui (ja) (PDJ)         | –                  | –                              |                                 | Kuniko Tanioka (PDJ)             |                                        |                                 |                                 |                                 |                                 | –       | –       |
|                                   | Yasuyuki Sakai (ja) (PLD)          | Masahito Fujikawa (ja) (PLD)    |                                      | Yoshitaka Saitō (ja) (PDJ)      | Misako Yasui (ja) (PDJ)         | –                  | –                              | Kōhei Ōtsuka (PDJ)              |                                  | Michiyo Yakushiji (ja) (Parti de tous) | 2013                            |                                 |                                 |                                 | –       | –       |
| 2016                              | Yasuyuki Sakai (ja) (PLD)          | Masahito Fujikawa (ja) (PLD)    |                                      | Yoshitaka Saitō (PDP)           |                                 | –                  | –                              | Kōhei Ōtsuka (PDJ)              | Ryūji Satomi (ja) (Kōmeitō)      | Michiyo Yakushiji (ja) (Parti de tous) |                                 | Takae Itō (PDP)                 |                                 |                                 |         |         |
|                                   | Yasuyuki Sakai (ja) (PLD)          | Masahito Fujikawa (ja) (PLD)    | Kōhei Ōtsuka (PDP)                   | Yoshitaka Saitō (PDP)           |                                 | Maiko Tajima (PDC) |                                | Nobuo Yasue (ja) (Kōmeitō)      | Ryūji Satomi (ja) (Kōmeitō)      | 2019                                   |                                 | Takae Itō (PDP)                 |                                 |                                 |         |         |
| 2022                              | Yasuyuki Sakai (ja) (PLD)          | Masahito Fujikawa (ja) (PLD)    | Kōhei Ōtsuka (PDP)                   |                                 | Ryūji Satomi (Kōmeitō)          | Maiko Tajima (PDC) |                                | Nobuo Yasue (ja) (Kōmeitō)      | Yoshitaka Saitō (PDC)            |                                        | Takae Itō (PDP)                 |                                 |                                 |                                 |         |         |
|                                   | Kōichi Mizuno (ja) (PDP)           | Masahito Fujikawa (ja) (PLD)    |                                      | Maiko Tajima (PDC)              | Ryūji Satomi (Kōmeitō)          |                    | Junko Sugimoto (ja) (Sanseitō) |                                 | Yoshitaka Saitō (PDC)            | Yasuyuki Sakai (PLD)                   | Takae Itō (PDP)                 | 2025                            |                                 |                                 |         |         |